# Anticorpo neutralizante
Um anticorpo neutralizante é um anticorpo que defende uma célula de um patogénio ou de uma partícula infeciosa ao neutralizar qualquer efeito biológico que possa ter.